# Scaphinotus vandykei
Scaphinotus vandykei är en skalbaggsart som beskrevs av Hans Roeschke. Scaphinotus vandykei ingår i släktet Scaphinotus och familjen jordlöpare. Inga underarter finns listade i Catalogue of Life.